# Smestad (Rælingen)
Smestad este o localitate din comuna Rælingen, provincia Akershus, Norvegia, cu o suprafață de 0,57 km² și o populație de 1.027 locuitori (2013).